# C. J. Cutcliffe Hyne

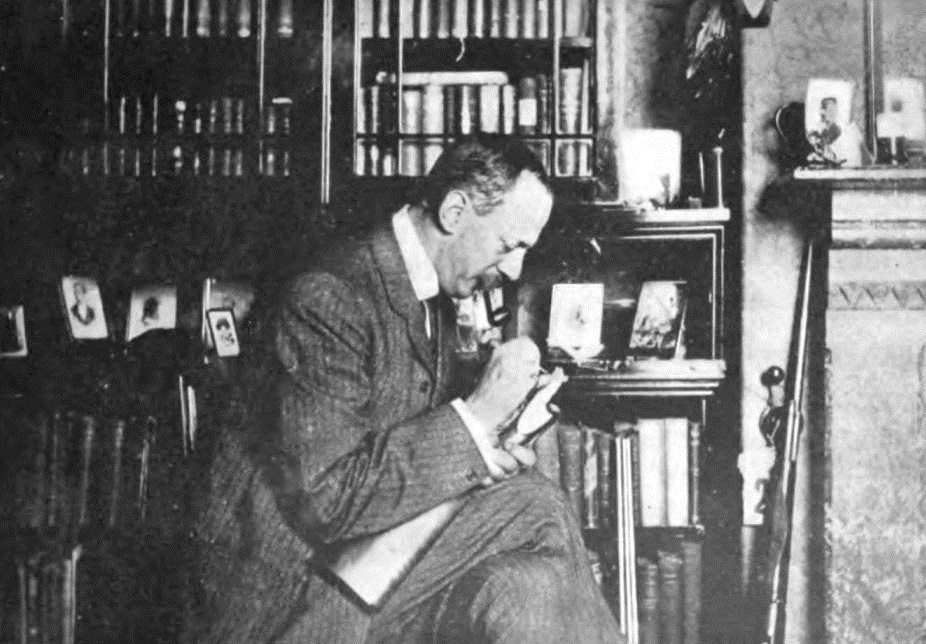
C. J. Cutcliffe Hyne

C. J. Cutcliffe Hyne, eigentlich Charles John Cutcliffe Wright Hyne (* 11. Mai 1866 in Bibury, Gloucester; † 10. März 1944 in Kettlewell, North Yorkshire) war ein englischer Schriftsteller. Neben seinem eigenen Namen benutzte er auch die Pseudonyme Weatherby Chesney und Nicholson West.

## Leben
Nach seiner Schulzeit arbeitete Cutcliffe Hyne als Journalist für verschiedene Zeitungen und Zeitschriften. Dabei entstand auch neben seinem Brotberuf ein eigenständiges Werk, mit dem er seine Leser wie auch Kritiker und Rezensenten immer wieder überzeugen konnte.
Für einige Zeit war Cutcliffe Hyne auch in London und heiratete dort 1895 Mary Haggas († 1938). Er hatte mit ihr zwei Kinder: Charles Godfrey (1897–1916) und Nancy Mildred (1902–1999).

## Rezeption
Cutcliffe Hyne ist heute – wenn überhaupt – dann nur noch durch seinen Roman „The lost continent“ bekannt, in dem er von Platons mythischem Inselreich Atlantis erzählt.
Ebenfalls große Erfolge konnte Cutcliffe Hyne mit seinen Erzählungen um „Captain Kettle“ erzielen. In der Erzählung „Honour of thieves“ war Capt. Kettle noch eine Randfigur. Der Verleger Arthur Pearson wurde auf Cutcliffe Hyne aufmerksam und als er 1896 seine monatlich erscheinende Zeitschrift Pearson’s Magazine gründete, erschienen dort regelmäßig die Abenteuer von Captain Kettle. Den Anfang machte dabei die Erzählung „Stealing a President“. Später wurden drei Bände mit jeweils zwölf Erzählungen um Captain Kettle veröffentlicht. Es wird kolportiert, dass Kapitän David Proffit das Vorbild von Cutcliffe Hynes Protagonisten gewesen sei.

## Werke (Auswahl)

### Unter eigenem Namen
Autobiografie
- My joyful life. London 1935.

„Captain Kettle“ - Reihe
- Adventures of Captain Kettle.
- Further adventures of Captain Kettle.[1]
- Captain Kettle K.C.B.[2]

Erzählungen
- The „Paradise“ coal-boat and other tales. London 1897.
- Red Herrings. London 1918.
- West Highland Spirit. London 1932.

Romane
- The recipe for diamonds. London 1893.
- The Filibusters. London 1900.
- The lost continent. The story of Atlantis. London 1900.
- Kate Meredith, financier. London 1906.
- Stimson’s reef. London 1906 (illustriert von Walter S. Stacey)

Sachbücher
- Through arctic Lapland. London 1898.
- For Britain’s soldiers. A contribution to the need of our fighting men and their families. London 1900
- But Britains are slaves. London 1931.

### Unter Weatherby Chesney
- Adventures of a solicitor. London 1898.
- Adventures of an engineer. London 1898.
- The dilemma of Commander Brett. London 1899.
- John Topp, pirate. London 1901.
- The fate of Capt. Petton. London 1902.
- The glas dagger. London 1903.
- Deutsch: Der gläserne Dolch. Berlin 1910.
- The mystery of a bungalow. London 1904.

### Unter Nicholson West
- The mysterious millionaire. London 1906.